# Pfreimd
Pfreimd är en stad i Landkreis Schwandorf i Regierungsbezirk Oberpfalz i förbundslandet Bayern i Tyskland.
Staden ingår i kommunalförbundet Pfreimd tillsammans med kommunen Trausnitz.